# Měření krevního tlaku

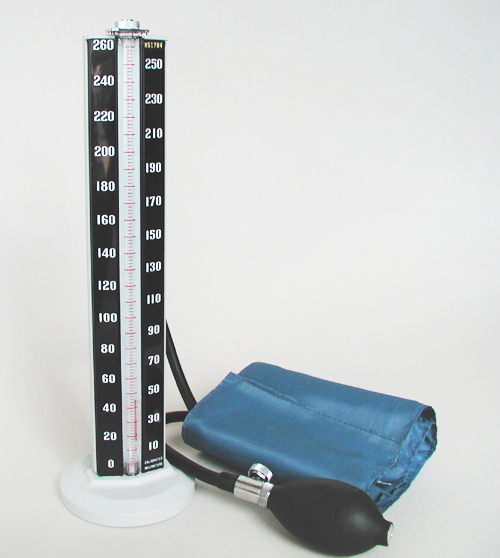
Rtuťový tlakoměr

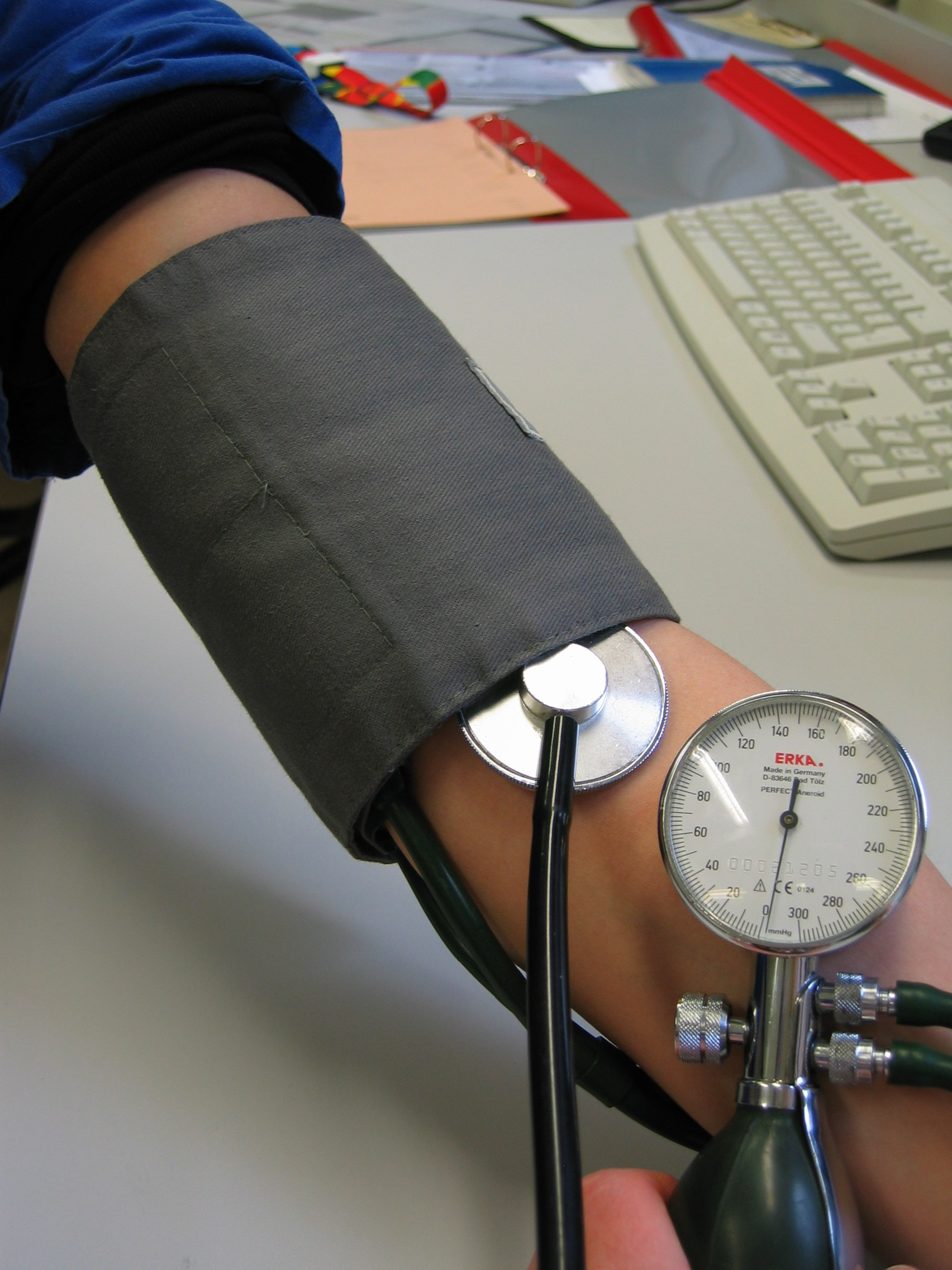
Měření krevního tlaku

Měření krevního tlaku je postup, při kterém je zjištěn krevní tlak člověka. Tato veličina odráží zdravotní stav organismu a je součástí lékařského vyšetření.

## Historie
První použitelný manžetový tonometr, v němž byla použita rtuť, sestrojil v roce 1896 italský lékař Scipione Riva-Rocci. Dovedl však změřit pouze hodnotu systolického krevního tlaku, neboť ještě nepoužíval fonendoskop. V roce 1905 pak metodiku dokončil ruský lékař Nikolaj Sergejevič Korotkov, který fonendoskop do praxe zavedl a bylo tak možno odečítat hodnoty tlaku systolického i diastolického.
Krevní tlak lze měřit i přímo v cévách a v srdci prostřednictvím katetrizace, tato metoda je však používána pouze ve výzkumu, v intenzivní medicíně a v některých speciálních případech (např. měření tlaku v plicnici).

## Klasická metoda měření krevního tlaku
Klasická metoda měření spočívá v tom, že sám vyšetřující odečítá hodnoty krevního tlaku pomocí fonendoskopu. Tlak v manžetě je třeba zvýšit tak, aby na počátku měření převyšoval tlak v tepně. Manžeta tak představuje uměle vytvořenou překážku krevnímu průtoku. Postupným pomalým snižováním tlaku v manžetě dojde v určitém okamžiku k obnovení průtoku krve za místo obstrukce. Tlak v manžetě však způsobí deformaci tepny, díky níž je proudění pronikající krve turbulentní. Hodnota tlaku, při níž začínají být ve fonendoskopu slyšitelné srdeční ozvy a především šelesty způsobené turbulentním prouděním (Korotkovův fenomén), odpovídá hodnotě systolického krevního tlaku. Ozvy jsou slyšitelné do té doby, dokud tlak v manžetě postačuje k deformaci tepny a tím k udržení turbulentního proudění. Jakmile tlak v manžetě poklesne natolik, že již nestačí tepnu deformovat, obnoví se původní laminární proudění a Korotkovovy fenomény přestanou být slyšitelné. Tento okamžik odpovídá hodnotě diastolického krevního tlaku. Není přitom důležité, zda je používán rtuťový, aneroidní anebo digitální tonometr. Tato metoda měření tlaku se nazývá auskultační (latinsky auscultare = poslouchat).
Auskultační metoda je považována za nejpřesnější způsob měření krevního tlaku.[zdroj?] Třebaže zvládnutí auskultační techniky měření není samo o sobě složité, je třeba počítat s možnou chybou ze strany vyšetřujícího.

### Faktory ovlivňující přesnost měření klasickou technikou

#### Dodržení definovaných podmínek podle doporučení odborných společností
Všechna současná odborná doporučení, obsahují také metodiku měření krevního tlaku. Ta by se měla v praxi dodržovat, avšak vlivem nedostatku času či neznalosti tomu tak často není. Nejčastějšími chybami jsou použití nevhodného tonometru, nedodržení doporučeného počtu 3 měření v rámci jedné návštěvy pacienta a příliš rychlé snižování tlaku v manžetě, které neumožňuje odečíst hodnotu krevního tlaku s přesností na 2 mm Hg. Měření může ovlivnit i poloha a podepření paže, což výše citovaná odborná doporučení nezmiňují. Poloha a (ne)podepření paže může systematicky nadhodnocovat tlak krve až o 7 mm Hg.

#### Fyzická dispozice vyšetřujícího
Zde jde především o otázku sluchu vyšetřujícího. Pokud lékař nebo sestra hůře slyší, pravděpodobně určí jiné hodnoty než zdravotník se sluchem citlivým. Hodnoty krevního tlaku různých vyšetřujících se tak mohou velmi lišit v závislosti na fyzických dispozicích vyšetřujícího, a to i při zachování ostatních podmínek.

#### Digital preference
Tento termín vyjadřuje podvědomou tendenci vyšetřujícího k naměření určitých hodnot krevního tlaku. Digital preference může mít dvě formy:
- Lékař chce dobře léčit pacienty. Za uspokojivou hodnotu krevního tlaku tedy považuje např. 140/90 mm Hg. Podvědomě tedy již před měřením chce naměřit právě 140/90 mm Hg a tu potom skutečně stanoví, ačkoli realita může být jiná.
- Zdravotník se nechá ovlivnit hodnotami, které již dříve někdo jiný změřil anebo které jsou již zaneseny v kartě pacienta. Ty potom bere v potaz a má tendenci se k nim při vlastním měření přiblížit.

### Používané typy auskultačních tonometrů

#### Rtuťový tonometr
Klasický a dnes již dosluhující typ tonometru má své výhody. Rtuť nemění své vlastnosti během času a vždy podléhá jen fyzikálním zákonům. I když bude nutno ji nahradit kvůli toxicitě, pravděpodobně zůstane "zlatým standardem", vůči němuž se všechny ostatní tonometry budou porovnávat. Všechny rtuťové tonometry, pokud mají správně dělenou stupnici a jsou kalibrovány, se považují za přesné.
V posledních letech se vedou diskuse, zda ve zdravotnictví má stále ještě místo toxická rtuť, kterou jsou klasické tonometry od počátku plněny. Tyto debaty již mají své výsledky: v některých zemích jsou již rtuťové přístroje ze zdravotnictví vyloučeny (např. Švédsko, Dánsko, Belgie) a je nepochybné, že použití rtuti nebude ve zdravotnických zařízeních nadále povoleno ani v České republice. Otázka ovšem zní, čím nejrozšířenější typ profesionálních tonometrů nahradit.
Zatímco rtuť jako kovový prvek podléhá pouze fyzikálním gravitačním zákonům, pak v případě aneroidních nebo elektronických přístrojů jde především o precizní zpracování jemné mechaniky či přesné elektroniky tak, aby byla dosažena shoda s klasickým rtuťovým tonometrem. To vyžaduje vysoké nároky na pokročilost technologie výroby a dlouholeté zkušenosti výrobce.

#### Aneroidní tonometr
V aneroidním neboli deformačním tonometru je rtuťový sloupec nahrazen krabicovým měřícím systémem, který je uzavřen pružnou membránou (membrána je použita z důvodů nízkého tlaku – 300 mm Hg). Membrána však mění své fyzikální vlastnosti v závislosti na atmosférickém tlaku v místě měření, teplotě okolí, vlhkosti a stupni opotřebení převodového mechanismu převodu přímočarého pohybu na otáčivý. Přístroje jsou velmi citlivé na otřesy a nárazy, které mohou převodový mechanismus poškodit. Aneroidní tonometry tedy vyžadují jemné a opatrné zacházení a častější kontrolu.

#### Digitální auskultační tonometry bez rtuti
Princip měření s tímto tonometrem je naprosto stejný jako u rtuťových tonometrů, dokonce i výrobce (japonský výrobce A&D, první výrobek nese označení UM 101 a vyrábí se do dnešních dnů, ostatní výrobci pouze kopírují myšlenku A&D – NISSEI, BOSO) zvolil konstrukci identickou s rtuťovým tonometrem (zřejmě z důvodů konzervativního postoje lékařské veřejnosti). Elektronický převodník statického tlaku, přivádí signál v binární formě do barografu (je vytvořen ze sloupce jednotlivých LED diod), což vytváří optický vjem rtuťového sloupce. Rtuť je nahrazena velmi přesným a poměrně spolehlivým elektronickým systémem. Všechny druhy tlakoměrů krve (rtuťové, elektronické i aneroidní) patří v ČR do kategorie stanovených měřidel, s povinnou metrologickou kontrolou (tj. zda měří správně) ve lhůtě 2 roky. Po provedené kontrole jsou na tonometrech vylepeny příslušné státní značky (obdoba STK).

#### Hybridní digitální tonometry
Hybridní digitální tonometry kombinují auskultační a oscilometrickou metodu měření. Toto označení je sice technicky správné, avšak češtináři používají označení jako dvojsystémové. Jedná se vždy o elektronické tlakoměry krve, které jsou však schopny pracovat jak v režimu auskultačního, tak i oscilometrického měření. Prvním výrobcem tohoto kombinovaného přístroje je japonská firma NISSEI svým výrobkem NISSEI DM 3000 v roce 2006, kdy byl tento přístroj uveden na trh. Přepínání systému měření se provádí pouhým přepnutím centrálního přepínače a následného přiložení stetoskopu.

## Digitální metoda měření krevního tlaku

### Princip metody
Digitální automatické a poloautomatické tonometry pracují většinou na tzv. oscilometrickém principu (latinsky oscillare = kmitat). Metoda měření spočívá v určení takové hodnoty tlaku, při níž jsou největší tlakové změny v tepně. Tonometr tedy nestanovuje hodnoty systolického a diastolického tlaku, nýbrž hodnotu tzv. středního arteriálního tlaku a obě meze dopočítává programové vybavení přístroje. Právě z toho důvodu, že se při oscilometrické metodě měří střední tlak a systolický i diastolický tlak se odhadují, nebylo dosaženo takové přesnosti srovnatelné s auskultační metodou.[zdroj?] Digitální přístroje se používají především pro měření krevního tlaku v domácích podmínkách a při 24hodinovém sledování krevního tlaku.

### Testování přesnosti digitálních tonometrů
Existují tři různé uznávané protokoly testování tlakoměrů:

#### AAMI
AAMI je protokol americké společnosti Association for the Advancement of Medical Instumentation. Hodnocení je založeno na směrodatné odchylce měření proti rtuťovému tlakoměru. Na základě testování je zkoumaný přístroj ohodnocen jako vyhovující (pass) nebo nevyhovující (fail) pro klinické použití.

#### ESH
ESH je protokol vypracovaný Evropskou společností pro hypertenzi (ESH). Je založen na hodnocení absolutní odchylky proti rtuťovému tlakoměru. Výsledkem je podobně jako u AAMI protokolu konstatování vyhovuje/nevyhovuje (pass/fail).

#### BHS
BHS je protokol Britské společnosti pro hypertenzi (BHS). Je nejpodrobnějším protokolem, testovaný přístroj je hodnocen podle toho, jak přesně se shoduje se standardem (tj. rtuťovým tlakoměrem) ve 4 úrovních, které se označují písmeny A-D. Hodnotí se zvlášť přesnost pro měření systolického krevního tlaku (STK) a zvlášť přesnost hodnot tlaku diastolického (DTK). Závěrečné hodnocení má potom tvar X/Y (přesnost pro STK/přesnost pro DTK). Nejlepší shoda je označena písmenem A, nejhorší písmenem D; aby mohl být přístroj doporučen, musí mít shodu vyjádřenou jako A/A (nejvyšší kvalita), A/B, B/A nebo B/B. Je-li shoda horší, přístroj nemůže být doporučen pro použití v praxi.
BHS protokol je nejpřesnější, takže skýtá nejlepší záruku spolehlivosti výsledků. Nejenže uvádí použitelnost v praxi, ale také stupeň shody se rtuťovým tonometrem.[zdroj?]
Neexistuje však žádná závazná právní norma, podle které by musel být digitální tonometr klinicky testován podle některého z těchto protokolů. Doporučením tonometrů pro praxi se zabývá mezinárodní odborná organizace Dabl Educational, na niž se odvolávají všechna lékařská doporučení pro diagnostiku a léčbu vysokého krevního tlaku.

### Rozdělení digitálních tlakoměrů

#### Pažní typy
U pažních typů se manžeta upíná na paži. Při jejich použití lze nejsnáze naplnit požadavek umístění manžety ve výši srdce. Mezi tlakoměry s klinickými testy je nejvíce právě pažních typů tlakoměrů.

#### Zápěstní typy
Měření krevního tlaku na zápěstí vyžaduje větší disciplínu měřeného člověka. Na jejich použití se váže větší množství chyb, kterých se lze při měření dopustit. Zejména je třeba důsledně dbát na polohu manžety ve výši srdce. Jen velmi malý podíl zápěstních tlakoměrů splňuje požadavek přesnosti na základě klinického testování.

#### Prstové typy
Existují i digitální tlakoměry s upínáním na prst. Žádný z nich však nebyl úspěšně testován na přesnost. Jejich použití nelze v praxi doporučit.

### Zásady správného měření krevního tlaku v domácích podmínkách
- Nutno použít výhradně klinicky otestovaný přístroj.[13]
- Měření se provádí po 5 minutách klidu.
- Je nutno odstranit všechny prvky, které končetinu stahují, jako např. oděvy nebo šperky.
- První měření krevního tlaku se provádí nejdříve na obou končetinách, dále se pokračuje na té, kde byl naměřen vyšší tlak.
- Manžetu je třeba mít vždy na stejném místě v úrovni srdce, zejména u zápěstních přístrojů
- I ty zápěstní přístroje, které prošly klinickými testy, vyžadují větší pozornost při dodržování podmínek měření, především na polohu ruky, na které je krevní tlak měřen; ta by měla být volně podložena ve výši srdce.
- Prvních několik měření se považuje za „zkoušku“ a z naměřených hodnot se nevyvozují žádné závěry.
- Měří se vždy 2x s odstupem 5 minut a hodnotí se jen průměr těchto měření.
- Pokud jsou náhodně naměřeny výrazně vyšší nebo výrazně nižší hodnotu, měření je třeba opakovat.
- Zásadní chybou je měření krevního tlaku ve vypjatých situacích, při stresu, po kouření, po vypití černé kávy a alkoholu a po požití léků na hypertenzi. Za těchto podmínek nebyl žádný digitální tlakoměr testován.
- V přítomnosti poruch srdečního rytmu nemusí přístroj měřit správné hodnoty.
- Jednotlivé naměřené hodnoty nic neznamenají, průměr z nich by se měl pohybovat pod 135/85 mm Hg.